# 查利略縣

36°13′32″S 66°56′25″W / 36.22556°S 66.94028°W
查利略縣（西班牙語：Departamento Chalileo），是阿根廷的縣份，位於該國中部拉潘帕省，首府設於聖伊薩貝，北面是聖路易省和科爾多瓦省，面積8,917平方公里，2010年人口2,985，人口密度每平方公里0.3人。